# Vak (nádoba)

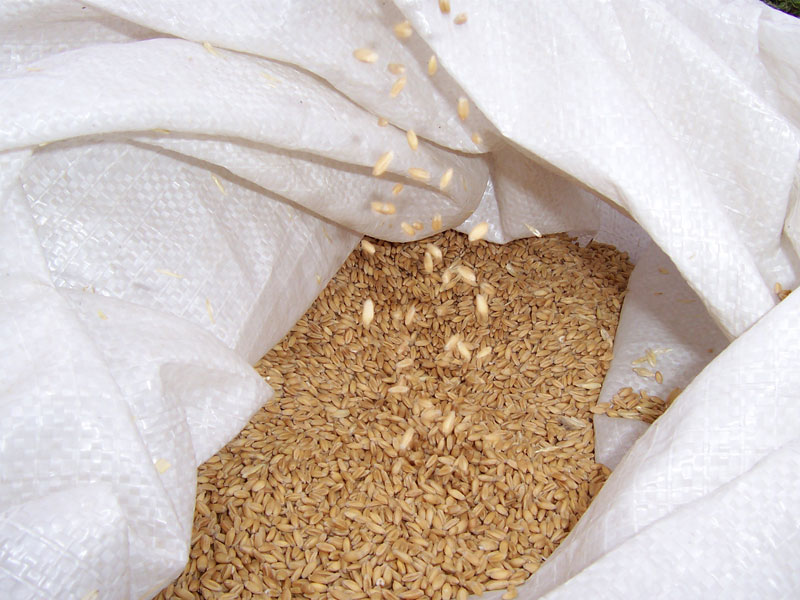
Vak (pytel) se zrním

Vak, zdrobněle váček, u živočichů měchýř je druh nádoby, která nemá pevné stěny a je používána k přepravě nebo uskladnění látek v pevném, kapalném i plynném skupenství. 
Jedná se o nádobu s jedním nebo více otvory, vyrobenou z organického (kůže, bavlna, len atd.) nebo neorganického (polyester, nylon atd.) materiálu.
Nejběžněji používaným vakem je pytel.

## Historie
Vaky, coby nádoby na uskladnění potravin a různého vybavení se začaly objevovat v pravěku.
V antickém období se pro masovou přepravu obilí, oleje a vína používaly jednorázové amfory. Pro běžné nošení tekutin (voda, víno, olej) se používaly kožené vaky.
Ve středověku a novověku se vaky používaly na přepravu obilí, mouky a na přepravu tekutin. 

## Současnost

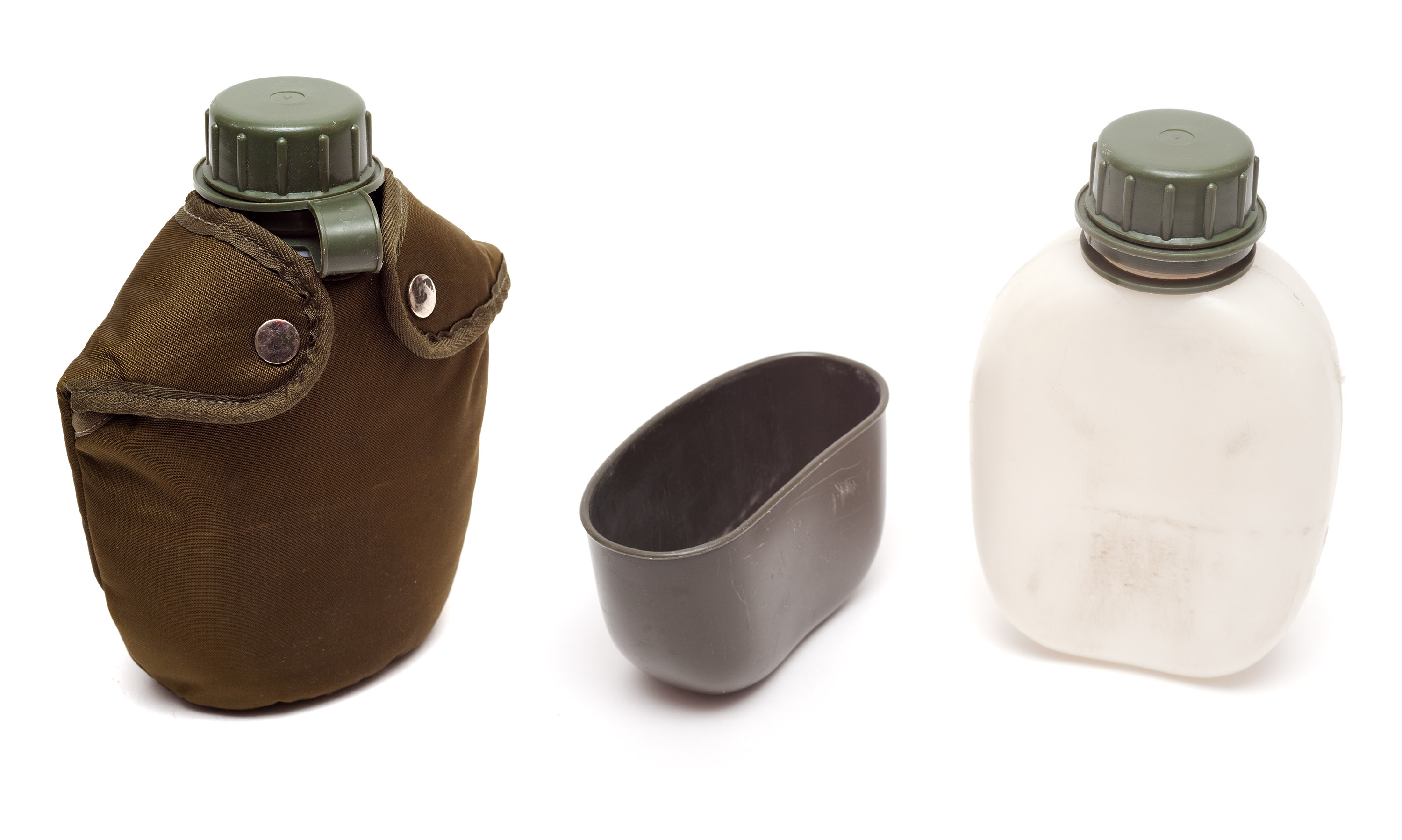
Vojenská polní láhev (čutora) s ochranným obalem (vakem)

Vaky se používají jako obaly na polní lahve (hlavně kvůli jednodušší manipulaci), na přepravu a uschování obilí, mouky a k mnoha dalším účelům.